# Шамшату
Шамшату (Шамшатту, Шамшато) — один из 150 лагерей афганских беженцев в Пакистане, на ряду с крупными Джалозай, Баркили, Коткай, Байаур, Шальман, Олд Багзай, Басу, Ащгару.

Получил известность в период Афганской войны (1979-1989), как крупнейшая и главная база подготовки афганских моджахедов «Исламской партии Афганистана» — Хизби-е-Ислами под руководством одного из лидеров афганской оппозиции Союза «Пешаварской Семёрки» Гульбеддина Хекматияра.

Расположен в районе приграничного с Афганистаном города Пешавар.

## История
Лагерь Шамшату имел также название «Насрат Мена», на пушту означает — «Квартал Победы».

В годы Афганской войны (1979-1989) и после неё, какое-то время на базе «Шамшату» содержались пленные советские воины из состава частей и соединений ОКСВА, взятые — в Хинджане, (Баглан), в Кандагаре, Кундузе, районе Чарди провинции Кабул и других. Оттуда пленных переправляли в соседний Пакистан, район города Пешавар.

В 1980-е численность Шамшату достигла цифры 50 тысяч человек. В 2000 же году, в период войны «Северного альянса» с движением «Талибан», в частности успешного наступления последних в северных провинциях Афганистана и захвата подавляющей части территорий, в соседний Пакистан устремились сотни тысяч афганских беженцев, в большинстве своём не пуштунов.

Так Шамшату обрёл официальный статус, способствующий размещению на его территории различных благотворительных и гуманитарных организаций из Европы и Азии, в частности: Германии, Великобритании, Японии, Кувейта.

В определённый момент численность Шамшату превысила — 60 тысяч беженцев, 9523 семей.

Конкурирующая с «Исламской партией Афганистана» Гульбеддина Хекматияра, партия «Исламское общество Афганистана», духовными лидерами которой были Бурханудин Раббани и Ахмад Шах Масуд управляли базой подготовки «Бадабер», также являвшейся одновременно крупным лагерем афганских беженцев и расположенной в близости к городу Пешавар.

## География
Находится в окрестностях города Пешавар, административного центра округа Пешавар и провинции Хайбер-Пахтунхва.

## См.также
- Пленные Афганской войны (1979—1989)
- Бадабер